# Konami Shooting Collection
Konami Shooting Collection (コナミシューティングコレクション Konami Shūtingu Korekushon?) es una colección recopilatoria de 10 discos con temas musicales de los videojuegos Matamarcianos de Konami, compuestos principalmente por Konami Kukeiha Club. Fue lanzada exclusivamente en Japón en septiembre de 2011.

## Temas

### Disco Uno
- Salamander (AC) - Power of Anger (Stage 1 BGM) - 1:40
- Salamander (AC) - Fly High (Stage 2 BGM) - 1:36
- Salamander (AC) - Planet RATIS (Stage 3 BGM) - 1:39
- Salamander (AC) - Starfield (Stage 4 BGM) - 1:51
- Salamander (AC) - Burn the Wind (Stage 5 BGM) - 1:40
- Salamander (AC) - Destroy Them All (Stage 6 BGM) - 1:59
- Salamander (AC) - Aircraft Carrier (Gradius Boss BGM)	- 1:03
- Salamander (AC) - Poison of Snake (Boss BGM) - 2:12
- Salamander (AC) - Peace Again (Ending) - 0:40
- Salamander (AC) - Crystal Forever (Game Over) - 0:37
- LIFE FORCE (AC) - Thunderbolt (Stage 2 BGM) - 2:05
- LIFE FORCE (AC) - Slash Fighter (Stage 4 BGM)	- 2:25
- LIFE FORCE (AC) - Combat (Stage 5 BGM) - 1:31
- Salamander 2 (AC) - A THEME OF THE SALAMANDER 2 (Title) - 0:39
- Salamander 2 (AC) - SILVERY WINGS AGAIN (Stage 1 BGM) - 1:36
- Salamander 2 (AC) - THEME OF THE GOREM (Stage 1 Boss BGM) - 1:23
- Salamander 2 (AC) - SENSATION (Stage 2 BGM) - 2:32
- Salamander 2 (AC) - THEME OF THE MECHANICAL BOSS (Stage 2,4,6 Boss BGM) - 1:20
- Salamander 2 (AC) - ALL IS VANITY (Stage 3 BGM) - 2:22
- Salamander 2 (AC) - THEME OF THE LIVING BODY BOSS (Stage 3,5 Boss BGM) - 1:50
- Salamander 2 (AC) - SERIOUS! SERIOUS! SERIOUS! (Stage 4 BGM) - 1:45
- Salamander 2 (AC) - SPEED (Stage 5 BGM) - 2:14
- Salamander 2 (AC) - DEAR BLUE (Stage 6 BGM) - 2:12
- Salamander 2 (AC) - POWER OF ANGER (MAEDA VERSION) (2nd Lap Stage 1 BGM) - 1:15
- Salamander 2 (AC) - LAST EXIT (MAEDA VERSION) (2nd Lap Stage 4 BGM) - 1:25
- Salamander 2 (AC) - PLANET RATIS (MAEDA VERSION) (2nd Lap Stage 5 BGM) - 1:16
- Salamander 2 (AC) - PRELUDE OF THE LAST BATTLE (Last Stage) - 0:42
- Salamander 2 (AC) - GIGA'S RAGE (Last Boss BGM) - 1:30
- Salamander 2 (AC) - BEGINNING FROM THE ENDLESS (Ending) - 1:37
- Salamander 2 (AC) - WHAT'S YOUR NAME (Name Entry) - 0:50
- Salamander 2 (AC) - AND THEN..... (Game Over)	- 0:11
- Salamander 2 (AC) - NO FUTURE (Unused 1) - 1:41
- Salamander 2 (AC) - FIRE TRIPPER (Unused 2) - 2:07
- Salamander 2 (AC) - NERVOUS BREAKDOWN (Unused 3) - 2:25
- Salamander 2 (AC) - ENDING - AM SHOW VER. (Unused 4) - 0:17
- Salamander 2 (AC) - NO FUTURE (Unused EX.1) - 2:11
- Salamander 2 (AC) - FIRE TRIPPER (Unused EX.2) - 2:06
- Salamander 2 (AC) - NERVOUS BREAKDOWN (Unused EX.3) - 2:26
- Salamander 2 (AC) - THUNDERBOLT (YOU.T.VERSION) (Unused EX.4) - 1:25
- Salamander DELUXE PACK PLUS (PS,SS) - DEMO MOVIE 1 - 1:30
- Salamander DELUXE PACK PLUS (PS,SS) - DEMO MOVIE 2 - 1:25
- Salamander DELUXE PACK PLUS (PS,SS) - SELECT - 1:10
- beatmania 2ndMIX (AC) - Salamander Beat Crush mix / NITE SYSTEM - 1:22
- beatmania CORE REMIX (AC) - Salamander Beat Crush mix (CRASH MIX) / DECADES - 1:20
- KEYBOARDMANIA 3rdMIX (AC) - SENSATION - from SALAMANDER 2 / Shinji Hosoe - 1:50

### Disco Dos
- Salamander (FC) - Power of Anger (Stage 1 BGM) - 1:14
- Salamander (FC) - Starfield (Stage 2 BGM) - 1:09
- Salamander (FC) - Planet RATIS (Stage 3 BGM) - 1:25
- Salamander (FC) - Burn the Wind (Stage 4 BGM) - 1:12
- Salamander (FC) - Thunderbolt (Stage 5 BGM) - 1:26
- Salamander (FC) - Aircraft Carrier (Gradius Boss BGM)	- 0:29
- Salamander (FC) - Destroy Them All (Stage 6 BGM) - 1:24
- Salamander (FC) - Poison of Snake (Boss BGM) - 1:22
- Salamander (FC) - Peace Again (Ending) - 0:59
- Salamander (FC) - Crystal Forever (Game Over) - 0:26
- Salamander (FC) - Combat (Unused) - 1:05
- Salamander (MSX) - Operation Seedleek (Prologue) - 1:39
- Salamander (MSX) - Power of Anger (Stage 1 BGM) - 1:15
- Salamander (MSX) - Poison of Snake (Boss BGM) - 1:25
- Salamander (MSX) - Fly High (Stage 2 BGM) - 1:19
- Salamander (MSX) - Prophet Fire (Intermediate Demo) - 1:00
- Salamander (MSX) - Combat (Stage 3 BGM) - 1:09
- Salamander (MSX) - Starfield (Stage 4 BGM) - 1:19
- Salamander (MSX) - Burn the Wind (Stage 5 BGM) - 1:15
- Salamander (MSX) - Odysseus (Extra Demos) - 1:01
- Salamander (MSX) - Destroy Them All (Stage 6 BGM) - 1:35
- Salamander (MSX) - Departure Again (Ending Demo 1) - 1:31
- Salamander (MSX) - Last Exit (Venom Ship Stage) - 1:22
- Salamander (MSX) - Conclusion (Ending Demo 2)	- 1:36
- Salamander (MSX) - Crystal Forever (Game Over) - 0:11
- Salamander (PCE) - Title (Title) - 0:31
- Salamander (PCE) - It's a Power Up! (Title Demo) - 0:55
- Salamander (PCE) - Power of Anger (Stage 1 BGM) - 1:17
- Salamander (PCE) - Fly High (Stage 2 BGM) - 1:12
- Salamander (PCE) - Planet RATIS (Stage 3 BGM) - 1:23
- Salamander (PCE) - Starfield (Stage 4 BGM) - 1:12
- Salamander (PCE) - Burn the Wind (Stage 5 BGM) - 1:15
- Salamander (PCE) - Destroy Them All (Stage 6 BGM) - 1:28
- Salamander (PCE) - Aircraft Carrier (Gradius Boss BGM) - 0:38
- Salamander (PCE) - Poison of Snake (Boss BGM)	- 1:26
- Salamander (PCE) - Peace Again (Ending) - 0:41
- Salamander (PCE) - Crystal Forever (Game Over) - 0:31
- Salamander & Life Force (AC) - UNUSED BGM 1 - 1:28
- Salamander & Life Force (AC) - UNUSED BGM 2 - 0:10
- Salamander & Life Force (AC) - UNUSED BGM 3 - 1:29
- Salamander & Life Force (AC) - UNUSED BGM 4 - 1:16
- Salamander & Life Force (AC) - UNUSED BGM 5 - 2:42
- Salamander & Life Force (AC) - UNUSED BGM 6 - 1:08
- Salamander & Life Force (AC) - UNUSED BGM 7 - 0:57
- Salamander & Life Force (AC) - UNUSED BGM 8 - 0:52
- Salamander & Life Force (AC) - UNUSED BGM 9 - 1:29
- Salamander & Life Force (AC) - UNUSED BGM 10 - 1:26
- Salamander & Life Force (AC) - UNUSED BGM 11 - 0:56
- Salamander & Life Force (AC) - UNUSED BGM 12 - 1:20
- Salamander & Life Force (AC) - UNUSED BGM 13 - 0:39
- Salamander & Life Force (AC) - UNUSED BGM 14 - 0:09
- Salamander & Life Force (AC) - UNUSED BGM 15 - 0:08
- Salamander & Life Force (AC) - UNUSED BGM 16 - 0:51
- Salamander & Life Force (AC) - UNUSED BGM 17 - 0:47
- Salamander & Life Force (AC) - UNUSED BGM 18 - 1:07
- Salamander & Life Force (AC) - UNUSED BGM 19 - 0:48
- Salamander & Life Force (AC) - UNUSED BGM 20 - 1:55

### Disco Tres
- Twinbee's Home Town Song (Main BGM) - 3:40
- Fantastic Power (Main Power-Up BGM) - 1:11
- Boss BGM A-1 - 0:24
- Boss BGM A-2 - 0:55
- Clear (Stage Clear) - 0:05
- Twinbee's Home Town Song Another Ver. (Main BGM Another Version) - 3:34
- Boss BGM B-1 - 1:02
- Boss BGM B-2 - 0:44
- Game Over - 0:06
- Normal Ranking - 0:19
- Top Ranking - 0:23
- Good Vibration (Start Demo) - 0:36
- Stage Start - 0:07
- Mountain High (Normal BGM) - 2:57
- Love Portion No.2 (Power-Up BGM) - 1:25
- Invincible BGM - 0:13
- Boss BGM - 1:06
- Extra Stage BGM - 0:26
- Final Stage Normal BGM - 0:55
- Final Stage Power-Up BGM - 1:27
- Last Boss - 1:07
- All Clear - 0:06
- Last Demo - 0:32
- Ending - 1:20
- Game Over - 0:09
- PokoPoko Rendezvous (Select BGM) - 0:45
- Tiny Boy (Normal BGM)	- 2:16
- 1st. Power-Up BGM - 1:09
- PRESET 'FUNKY' BOSS (BOSS BGM) - 1:00
- Pattern Clear BGM - 0:10
- SKY SWIMMER'S HEAVEN (Extra Stage BGM) - 0:32
- 2st. Power-Up BGM - 1:00
- Rock and Roll Boss BGM - 2:21
- 3st. Power-Up BGM - 1:06
- Twinbee Invincible Flame BGM - 0:24
- 4st. Normal BGM - 2:09
- 4st. Power-Up BGM - 1:05
- Final Stage Normal BGM - 2:11
- Final Stage Power-Up BGM - 1:14
- Last Boss BGM	- 1:06
- EVENING GLOW OF T3 (Ending) - 1:41
- Game Over BGM	- 0:09
- Title - 0:12
- Select BGM - 0:34
- Wind Power (Main BGM)	- 2:18
- Stage 1 Power-Up BGM	- 0:56
- Boss BGM - 1:20
- Stage Clear - 0:05
- Stage 2 Power-Up BGM - 0:51
- Stage 3 Power-Up BGM - 1:08
- Stage 4 Power-Up BGM - 1:27
- Stage 5 Power-Up BGM - 1:10
- Boss Rush BGM 1 - 1:04
- Boss Rush BGM 2 - 0:54
- Final Stage BGM - 0:53
- Last Boss BGM	- 1:00
- RECOLLECTIONS (Ending) - 2:11
- Game Over - 0:07
- Title	- 0:09
- Wind Power (Main BGM)	- 2:18
- Stage 1 Power-Up BGM - 1:38
- Boss BGM - 1:20
- Stage Clear - 0:05
- Stage 2 Power-Up BGM - 0:51
- Stage 3 Power-Up BGM - 1:10
- 4 Power-Up BGM - 1:27
- Boss Rush BGM 1 - 1:07
- Boss Rush BGM 2 - 0:58
- Final Stage BGM - 0:53
- Last Boss BGM	- 1:00
- RECOLLECTIONS (Ending) - 2:11
- Game Over - 0:05